# The Best Damn Thing (canção)
"The Best Damn Thing" é uma canção gravada pela cantora e compositora canadense Avril Lavigne, contida em seu terceiro álbum de estúdio de mesmo nome. Foi escrita pela cantora juntamente com Butch Walker, e produzida pelo último. A música foi lançada como quarto e último single do disco em 20 de marzo de 2008. Musicalmente, é uma faixa de pop punk sobre a autoconfiança feminina, cujas letras mostram o modo como uma namorada merece ser tratada. Suas estrofes são soletradas de uma maneira diferente, soando semelhante ao estilo de uma líder de torcida de futebol americano.
Após seu lançamento, "The Best Damn Thing" recebeu, em sua maioria, críticas mistas da mídia especializada, com alguns citando sua semelhança com as canções "Mickey", de Toni Basil, e "Girlfriend", trabalho anterior da artista. Comercialmente, a obra não conseguiu fazer nenhum impacto significativo nas paradas musicais, ficando fora do top quarenta na maioria dos países onde obteve execução. No entanto, foi certificada com disco de platina no Brasil, pela venda de mais de 100 mil cópias digitais. Além disso, a artista apresentou-se com a música em shows da The Best Damn Tour (2008), sua terceira turnê mundial.

## Antecedentes e lançamento
Após o sucesso dos dois primeiros singles do The Best Damn Thing (2007), "Girlfriend" (que liderou as paradas da Billboard, entre outras) e "When You're Gone" (que se tornou um hit top dez em muitos países), Lavigne lançou a música "Hot como o terceiro single do álbum, no entanto, a música não provou ser um sucesso nos Estados Unidos, enquanto esteve de forma muito moderada em outros países. Depois de rumores sobre o lançamento da música "Innocence", como o próximo single, A Sony BMG anunciou que a faixa auto-intitulada seria lançada como o quarto single do álbum em maio de 2008. De acordo com um comunicado a imprensa, o videoclipe de "The Best Damn Thing", seria filmado em breve e o irmão mais velho da cantora, Matthew, que fez uma ponta, como baixista no clipe de "Girlfriend", estrearia no vídeo. A música foi lançada em alguns lugares da Europa, Incluindo Brasil, Alemanha, em 6 de junho de 2008 e em outros lugares, em 21 de junho de 2008.

## Composição e letras
"The Best Damn Thing" foi escrito por Avril Lavigne e Butch Walker, com Walker ficando com a produção da música. Liricamente, a música foi considerada "um apelo pela autoconfiança feminina". Musicalmente, a música é um pop punk, com várias influências de glam rock, em que Lavigne canta, "Eu odeio quando um cara não abre a porta/ Mesmo quando eu disse a ele ontem e no dia anterior". Segundo a Sputnikmusic, "no meio da música, Avril explica, ao estilo de uma torcida do futebol americano, Seu nome como pneumônico, com cada letra explicando uma maneira diferente na qual uma namorada merece ser tratada. enquanto Alex Macpherson do The Guardian, escreveu que Lavigne está "cantando sobre períodos" na faixa.

## Recepção

### Critica
A música recebeu críticas mistas da maioria dos críticos de música. Stephen Thomas Erlewine, da AllMusic, escolheu a música como um destaque no álbum, escrevendo que a música, "é dirigida por cantores lideres de torcida", é uma música pop fantástica e viciadora, que é mais difícil e resistente, mas se sente mais fresca e leve do que os grandes sucessos de Let Go." Bill Lamb do About.com, também escolheu The Best Damn Thing como a "melhor faixa" do álbum. Alex Macpherson, do The Guardian, elogiou sua "confiança" na faixa, chamando-a de "desagradável, mas irresistível". Theon Weber da Stylus Magazine, chamou-o de "gloriosamente polimórfico", enquanto Darryl Sterdan do Jam! Canoe, encontrou semelhanças com "Girlfriend" de Lavigne (nomeando-a de "Girlfriend Pt. 2"), chamando-a de "outra batida de líder de torcida, Outro refrão assassino e outro discurso, sobre como Avril odeia ter que abrir sua própria porta". Tim O'Neil, do PopMatters, ecoou o mesmo pensamento, chamando-a de "quase tão cativante como "Girlfriend".
Joan Anderman, do Boston Globe, percebeu que o hino dos anos 80 "Mickey" de Toni Basil, era o modelo da faixa, que de acordo com ela tem "palmas alegres e uma torcedora arrogante". Sal Cinquemani concordou, escrevendo que a música apresenta "A líder de torcida pisa forte no "Mickey" da Tony Basil, efetivamente se apropriando das músicas de Gwen e Pharrell." Dave De Sylvia, da Sputnikmusic, escreveu que a música tinha "gritos de fundo agressivos e as partes mais curiosas do meio (mesmo pelos padrões de glam rock)". Eric R. Danton, da Connecticut Music, foi crítico com a música, escrevendo que "seus batimentos são parecidos com qualquer música do Black Eyed Peas". Alex Nunn da musicOMH, escrevendo que a música mostra o "Quão inexperiente Avril permanece como um sigle letrista", chamando-o de "uma rara mania de ingenuidade". Spence D. da IGN, escreveu que a música mostra "sua fraqueza para glagar em um estilo particular e vencê-lo até a morte".

### Comercial
Embora o single não tivesse ganhado lançamento físico na América do Norte, traçou no número sete na parada da Billboard Bubbling Under Hot 100 Singles dos Estados Unidos e no número setenta e seis no Canadian Hot 100; no entanto, não conseguiu voltar a entrar nas paradas da Billboard. Na Alemanha, estreou no número sessenta e quatro, tornando-se o mais baixo desempenho de um single no ranking. Na Áustria, "The Best Damen Thing" estreou e atingiu o pico 51, em 27 de junho de 2008; Também tornou-se seu single mais baixo na carreira. A música mostrou-se bem sucedida no Brasil, onde recebeu uma certificação de platina, por vender mais de 100.000 exemplares.

## Videoclipe

Lavigne tocando guitarra no clipe.

O videoclipe ficou por conta de Wayne Isham e foi gravado em 28 de fevereiro de 2008 e lançado primeiramente em 4 de abril no programa Total Request Live da Itália e na web 5 dias depois.
O vídeo começa com Lavigne em três personagens distintos: uma cheerleader com outras, usando um vestido e Avril com uma guitarra e cenas sucessivas com sua banda. O seu irmão Matthew e o ex-integrante da banda, Evan Taubenfeld e Devin Bronson aparecem no vídeo. Ao final ela toca a bateria, respectivamente.

## Performances ao vivo
Lavigne cantou a música e "I Can Do Better" em um episódio do talk show americano Live! with Kelly and Michael, em abril de 2008. Ela também cantou "The Best Damn Thing" no Music Station Japan, em 12 de setembro de 2008.

## Créditos
- Vocais: Avril Lavigne
- Composição: Avril Lavigne, Butch Walker
- Produção: Butch Walker

Créditos adaptados de The Best Damn Thing e suas notas.

## Faixas
| The Best Damn Thing |                              |                            |         |  |
| N.º                 | Título                       | Compositor(es)             | Duração |  |
| 1.                  | "The Best Damn Thing"        | Avril Lavigne/Butch Walker | 3:09    |  |
| 2.                  | "Sk8er Boi" (Versão ao vivo) | The Matrix/Avril Lavigne   | 3:44    |  |

| The Best Damn Thing Maxi Single |                                |                               |           |  |
| N.º                             | Título                         | Compositor(es)                | Duração   |  |
| 1.                              | "The Best Damn Thing"          | Avril Lavigne/Butch Walker    | 3:10      |  |
| 2.                              | "Girlfriend" (Versão ao vivo)  | Lukasz Gottwald/Avril Lavigne | 4:16      |  |
| 3.                              | "Innocence" (Versão Ao vivo)   | Avril Lavigne/Evan Taubenfeld | 3:59      |  |
| 4.                              | "Hot" (Versão Ao vivo)         | Avril Lavigne/Evan Taubenfeld | 3:36      |  |
| 5.                              | "Losing Grip" (Versão Ao vivo) | Avril Lavigne/Clif Magness    | 3:48      |  |
| Duração total:                  | Duração total:                 | Duração total:                | 17:69 min |  |